# Garci López de Roncesvalles
Garci López de Roncesvalles (¿Pamplona?, segunda mitad del siglo XIV – 25 de agosto de 1437) fue un tesorero y cronista del Reino de Navarra durante el reinado de Carlos III el Noble.

## Biografía
Miembro de una importante familia de mercaderes del Burgo de San Cernin de Pamplona, era hijo de Lope de Roncesvalles, colector de la Caridad de Pamplona (1393). Un hermano suyo, Pedro López de Roncesvalles, figura en 1390 ocupado en el servicio de las armas y después como familiar del hostal del rey en 1415. Otro posible pariente suyo, Salvador de Roncesvalles, figura en la documentación de la Cámara de Comptos como guardasellos del rey, en Pamplona, entre 1411-1414, y como alcalde del burgo de San Cernin. También se conoce a un «Nicolás de Roncesvalles ejerciendo como bachiller de decretos en torno a 1410 y como mercader de paños.» Junto con los Motza, Cruzat, Rosas o Caritat, los miembros de la familia de los Roncesvalles muestran también una presencia reiterada dentro de la Cámara del rey durante varias generaciones, desde el siglo XIII, al mismo tiempo que se muestran «presentes en las diferentes instituciones del reino, quizá por un acceso a estudios relacionados con el ejercicio del Derecho o la contabilidad.»
Aunque la investigadora francesa Suzanne Honoré-Duvergé, afirmó que Garci López de Roncesvalles debía de ser clérigo, en base al contenido de las primeras páginas de su obra, unos años más tarde, Carmen Orcástegui Gros, en su transcripción y estudio pormenorizado del cronista y su obra, rebatió tal afirmación resaltando su origen laico. Incluso se conoce que estuvo casado con María Motza, hija de Pascual Motza, miembro también de un importante linaje burgués de la Población de San Nicolás, que fue lugarteniente de su suegro en el desempeño de sus funciones como recibidor de la merindad de las Montañas en 1386, y que también pudo este Pascual, oidor de comptos y consejero real entre 1390-1421, favorecer su carrera para formar parte del aparato administrativo del reino en sus máximas instancias.
Es nombrado «tesorero del reino» el 4 de diciembre de 1403 en un momento del reinado de Carlos III en el que se llevaba a cabo una importante renovación de la maquinaria financiera del reino. Permanecerá en el puesto hasta su muerte, siendo indicador de haber disfrutado de la confianza de Carlos III, de Blanca I de Navarra, y Juan II. Las retribuciones y estipendios recibidos, además del legado recibido de sus familia, le procuró posesiones notables como el palacio de Óriz, que posteriormente legó a su hija. Sin embargo, en algún momento pudo cambiar su suerte ya que en 1415 tuvo que enajenar sus heredades de Celigüeta, Izco y Mugueta para amortizar deudas. Con todo, parece sólida su cercanía al trono en virtud de que sus servicios al rey debieron ser más amplios y dispares que los meramente contables ya que son frecuentes las menciones a que estaba «ocupado con otras cosas» como, por ejemplo, «hacer palacios» en Puente la Reina, etc.
Poco después de tomar posesión de la tesorería redactó en romance navarro su notable crónica, cuyo principal objetivo consiste en glorificar a la dinastía Evreux, cuyos derechos al trono argumenta con precisión. Aunque arranca de Iñigo Arista, su limitada información no le permite extenderse hasta el reinado de Carlos II de Navarra, sobre el cual aporta noticias de primera mano; el relato se cierra con la coronación de Carlos III ocurrido en la nueva Catedral gótica de Pamplona, el 13 de febrero de 1390.
Aunque se conoce la fecha de su fallecimiento, el 25 de agosto de 1437, se desconoce el lugar aunque cabe suponerse que en Pamplona.

## Crónica de Garci López de Roncesvalles

### Estructura
Fue concebida como prólogo del volumen de Comptos correspondiente al año 1404 razón por la cual se condiciona la forma y el fondo. Pero ello no quita para vislumbrar en su concepción «una unidad intelectual que recuperaba el pasado de una monarquía, que no sólo regía los destinos de un solar soberano sino que estaba comprometida a guardar los fueros, husos y buenas costumbres. Esta coherencia del relato, se aprecia en la estructura de la obra, ya que el texto comienza y termina, aludiendo y copiando, respectivamente, el juramento real.»
La estructura del contenido sería: 
1. Un prólogo del autor en el que expresa y justifica su intención de hacer preceder el acta obligatoria de la coronación del rey y su nombramiento como tesorero -en su primer registro de Comptos- de un breve resumen de la historia de Navarra.
2. La crónica en sí misma, abarcando una cronología que recorre la era cristiana desde Jesucristo hasta 1404, haciendo referencias a la sucesión de los reyes de Pamplona y de Navarra, desde Íñigo Arista hasta Carlos III el Noble.
3. Un epílogo donde ofrece información detallada de las fuentes empleadas.
4. El acta de la coronación del rey Carlos III de Navarra.
5. Dos apéndices resumen del texto:
  1. el apéndice primero aborda la etapa de la unión y separación de las coronas de Navarra y de Francia;
  2. el apéndice segundo se centra en la genealogía del monarca, de Carlos III, buscando resalta su ascendencia directa con San Luis de Francia.
6. La copia del documento fechado en Burdeos el 4 de diciembre de 1403 donde se recoje su nombramiento como «tesorero del reino», un oficio distinto al de «guarda de los cofres del rey»[12] manteniendo cuardenos de cuentas diferenciados.[5][6]
7. La copia de la carta de procuración datada en Saint Palais, el 22 de noviembre de 1403, y otorgada por Carlos III a su esposa, Leonor de Castilla, en vísperas de su viaje a Francia.

### Estilo
A tenor de su contenido, el estilo de la obra es «sobrio, conciso y rutinario» ofreciendo una narración sucesiva de acontecimientos ordenados cronológicamente sin divisiones dentro del texto salvo los encabezados por «Item» en algunos párrafos, con extensiones notablemente desiguales, incluso lagunas, según los acontecimientos narrados. En general, el conjunto se muestra «objetivamente lacónico» haciéndose evidente la falta de intencionalidad del autor respecto a la confección de una obra literaria propiamente, siendo su único objetivo la realización de guía útil de consulta que sirviera a todo aquel que deseara conocer el pasado histórico del reino.
Tras el estilo puramente narrativo donde solamente los reyes centran la atención, el tono y el discurso varía conforme llega al reinado de Carlos II adquiriendo una naturaleza apologética, panegírica, con base en la mayor amplitud de datos ofrecidos. No cabe duda de que la formación cultural de Garci López de Roncesvalles, sin ser menor, mostrara un dominio de las letras. Sin embargo, suple tal falta concediendo al relato su conocimiento directo de los hechos narrados, dando entrada a personajes menores que son siempre tratados peyorativamente.
La Crónica se hace más densa desde 1234 haciendo constante el intento de Garci López de Roncesvalles de resaltar la «vinculación de los reyes navarros con respecto a la casa real de Francia, fundamentalmente con los capetos y no tanto con los champañeses.»
Por último, un aspecto destacable de su obra radica en el marcado interés mostrado por la cuestión de la legitimidad sucesoria en el trono navarro. Este aspecto se hace patente al incluir el primer capítulo del Fuero al principio de la crónica, informando sobre el proceso de alzamiento de los monarcas privativos con derecho a llevar la corona de Navarra. También a lo largo de la obra va certificando a todos aquellos reyes que juraron los fueros, añadiendo reiteradamente la coletilla, la frase «et los fueros iuró». A este tema se añade el insólito detalle mostrado en el tratamiento de la ascendencia de Carlos III y sus derechos al trono. Todo ello lleva a pensar que la meta principal propuesta con esta crónica sea esta cuestión «ante una compleja situación del reino a comienzos del XV.»

### Estudio y relevancia

#### Una historiografía navarra
La investigadora Carmen Orcástegui afirma que esta crónica llena en su tiempo el vacío existente en la producción historiográfica de Navarra que sólo había contado, hasta entonces, con anales y genealogías pero sin ninguna historia propia y específica del reino navarro, alcanzando mayor valor histórico en lo tocante a los reinados de Carlos II y Carlos III. Por ello, salvo por la parte inicial, más legendaria, el valor historiográfico de la crónica es muy importante y va creciendo conforme avanza hacia la fechas coetáneas del autor. Según la investigadora, Orcástegui Gros, también adquiere interés por «cuanto que sirvió de base para la redacción y composición de la posterior crónica del Príncipe de Viana.»
En esta misma línea de pensamiento, estaríamos en estos «últimos años del siglo XIV», según palabras de Julia Pavón, ante el surgimiento de «una narración historiográfica propia o nacional, con rasgos muy similares a la realizada en las cortes castellana y aragonesa» donde se superan las exiguas o parciales «tradiciones históricas y dinásticas anteriores −del siglo XII y XIII−» que estaban «ceñidas a una corriente de compilación nominal y hereditaria dinásticas.»
Como apuntan algunos estudiosos, la condición de laico de Garci López de Roncesvalles «hace que la Crónica de los Reyes de Navarra de García López de Roncesvalles tenga tintes completamente distintos a la que unas décadas antes había compuesto García de Eugui, aunque sin duda se asientan sobre una misma base ideológica.» La diferenciación entre uno y otro vendría por considerar, como ya se ha apuntado, a Garci López de Roncesvalles como «el primero en articular un texto histórico particular del reino, y en dejar atrás los moldes de los meros memoriales históricos.»

#### Motivos para su creación
Ambas crónicas llegan de seguido y en un momento histórico concreto que han llevado a muchos investigadores a buscar las razones de este cambio, en este momento, ya que supone el surgimiento de una historiografía navarra hasta entonces desconocida y que tendrá continuidad inmediata durante los siglos siguientes.
Para Pizarro Rivas el reino de Navarra «no había necesitado de un aparato propagandístico que tuviese su reflejo en la historiografía, a diferencia de Castilla que sí necesitaba reafirmar su condición hegemónica desde el plano de la historia, o Aragón, que reacciona primero a la cronística hegemonista de Castilla y tiene unas circunstancias muy particulares que impulsan al reino a componer textos de carácter histórico, y eso precisamente, es lo que les diferencia de Navarra.» Ciertamente, desde 1328, Navarra vive una transición, un regreso, hacia la política hispánica de la que se había desmarcado desde 1234, culminando este retorno Carlos III. Esta crónica pretende «reubicar su posición en el conjunto de las dinastías europeas con las que las relaciones se establecen ahora en otros planos de actuación. Su legitimidad no se había cuestionado en ningún momento, pero sí es importante tener en cuenta que desde 1328 los reyes de Navarra ya no son reyes de Francia, sino que privativamente gobiernan Navarra.»
Todo ello, junto «al reencuentro con la realidad hispánica (...) pudo provocar en el reino, de algún modo, si no una crisis de identidad, sí por lo menos un intento de asentamiento de unas señas que pudieron, de alguna manera, verse amenazadas. Navarra tiene que reubicarse como reino y es lo tiene que hacer frente a los reinos hispánicos, a los que tiene que demostrar que sus señas de identidad no se han perdido y están totalmente vigentes, ya que la antigüedad del reino le avala.»
Pero se pueden aportar más motivos, como apunta Pavón Benito. El hecho de publicar esta obra como prólogo de los registros de Comptos de 1404, además de aportar «un toque de originalidad» y «un rasgo distintivo», coincide con el «cambio operado en la gestión de las finanzas del reino a partir de Carlos III, casualmente coetáneo al nombramiento como tesorero, de Garci López de Roncesvalles«, además de situarse en un momento de «maduración del proyecto político personal del monarca.»
Tampoco debe pasar desapercibida, como elemento secundario, la construcción en esos años de la imagen histórica de Castilla al mismo tiempo que se experimenta un cambio en la vida de la corte de Navarra con la rotunda y permanente presencia en la corte de la reina Leonor que, habiendo regresado a Navarra en 1395, el 3 de junio de 1403 fue coronada reina de Navarra cuando su esposo ya lo había sido varios años antes (13 de febrero de 1390). Esta coronación expresa buscaba potenciar su autoridad dentro del reino. Entre 1395-1415, ante las continuas y largas ausencias del rey para atender sus asuntos en Francia, será realmente Leonor quien ejerza el gobierno con la plena confianza de Carlos. Más aún, la misma Leonor corresponde a esa confianza haciendo a su marido «administrador de todos sus bienes, incluyendo sus villas en Castilla.» En el retorno estuvo «escoltada por un buen número de castellanos» y el rey permitió que estableciese un hostal propio de la reina al estilo de la corte de Castilla. En esta línea argumental citar a Pavón Benito:

«Carlos II el Malo, tras el triunfo de Enrique II Trastámara en la guerra civil, su alejamiento del escenario francés y el compromiso de su hijo con Leonor, hija del castellano, apuntaron a una entente con el reino vecino. Se apostó, así para que dentro del proceso creativo, Castilla dejase de ser un enemigo y se convirtiera en una más de las fuerzas soberanas del contorno navarro. Por ello se pudo construir esa imagen del pasado altomedieval, en la que se perfilaba una Navarra equiparable al resto de monarquías reconquistadoras, antes de chocar con el ámbito castellano, tras la muerte de Sancho el Mayor. Se preparó así la idea, mediante las ficciones literarias, de que fue la torpeza de algunos de sus reyes o las circunstancias ajenas, caso de la conquista de las tierras vascongadas por parte de Alfonso VIII, las causas de los conflictos y de las mermas territoriales.»
Julia Pavón Benito, 2014